# Вишневецкая, Марина Артуровна
Мари́на Арту́ровна Вишневе́цкая (род. 2 октября 1955, Харьков) — советская и российская писательница, поэтесса, сценаристка.

## Биография
Марина Вишневецкая родилась 2 октября 1955 года в Харькове. В 1979 году окончила сценарный факультет ВГИКа.
Начала печататься как автор юмористических рассказов в 1972 году в журнале «Юность». Как прозаик — с 1991 года (рассказ «Начало» в сборнике «Новые амазонки», в контексте феминистского литературного проекта). Повести и рассказы публиковались в журналах «Октябрь», «Дружба народов», «Волга», «Знамя». Автор 16 книг прозы. Стихи для детей — в журналах «Трамвай», «Кукумбер», еженедельнике «Неделя». Впервые отдельной книгой вышли в 2018 году.
Написала сценарии более чем к 25 мультипликационным и десяти документальным фильмам. Автор детских анимационных программ на каналах РЕН ТВ и ТВ Центр.
Член Академии кинематографических искусств «Ника». Член Русского ПЕН-центра (2013—2018), член ассоциации «ПЭН-Москва» (с 2018 г.).
Входила в жюри премий И. П. Белкина (2004), «Дебют» (2006), «Русский Букер» (2008).
Живёт в Москве.
Марина Вишневецкая снималась в документальном сериале «Фабрика чудес», фильм 2-й, «Автор сценария».

## Творчество
Марина Вишневецкая продуктивно работала как сценарист. Среди ее резонансных работ — сценарий фильма «Потец» по одноименному тексту А. Введенского. 
Проза Марины Вишневецкой характеризуется широким проблемно-тематическим диапазоном, разнообразием творческих задач. Исходно её предмет – не столько закономерность, сколько казус. Ведущим вектором этой прозы с течением времени становился социально-психологический анализ с большой мерой авторского участия в судьбе персонажа. Вишневецкая - признанный мастер художественной аналитики, она чутко откликается на атмосферу времени, умея с пониманием рассказать о современных проблемах и показать современного героя (чаще героиню). Ее отличают глубокое погружение в душевный опыт персонажа и умение тщательно его описать и раскрыть. Взгляд на мир и на человека у Вишневецкой определен ее приверженностью гуманистическим идеям и ценностям. При этом Вишневецкая - тонкий стилист. 
С другой стороны, она продолжает писать для детей, и здесь дает волю своему творческому воображению, умея сочетать его с утверждением позитивных начал. 
В первых литературно-критических откликах на прозу Вишневецкой присутствует огромный разброс суждений, что отражает многогранность ее творческой личности и широту поисков.
В. Яранцев вслед за Набоковым, высказавшимся так об Андрее Белом, определил прозу Вишневецкой как «капустный гекзаметр»
И. Роднянская видела в повести "Вот такой гобелен" "«электрическую» обманку" беллетристического свойства. Критик, с одной стороны, приветствует "правдоподобный вымысел" на фоне "современных сказок", но, с другой стороны, упрекает автора в "бесконтрольной влюбленности <...> в героиню, что граничит с  самовлюбленностью". 
Н. Елисеев отыскал у Вишневецкой "поздний соцреализм" "с любовью".
Е. Ермолин находил в ранней прозе Вишневецкой способность погружаться в мир персонажа, щеголеватость повествования, "причудливые изыски" игрового свойства и "склонность к излишней красивости в деталях", а иной раз и "релятивизм". При этом он фиксировал наличие вполне определенного социального содержания в прозе (в повести "Вот такой гобелен" - "неприятие новой русской буржуазии"). А по поводу повести "Вышел месяц из тумана" он писал, что в ней есть и "мотив изживаемой вины и сознаваемого греха", который "относится к числу редчайших в современной прозе". Ему оппонировали О. Славникова, а затем Д. Маркова: «Если творчество Вишневецкой и связано с релятивизмом, то только в отношении к чужому слову, особенно явно выраженном в «доопытный» период, в страстной любви к этому чужому слову, к его вкусу».
А. Архангельский полагал Вишневецкую талантливым беллетристом: «Марина Вишневецкая именно из этого, срединного, корневого ряда; без такой качественной, хотя и не всеохватной прозы, которую пишет она, нормальный литературный процесс невозможен <...> Нервическое напряжение пронизывающее прозу Вишневецкой, может, и болезненное, но не болезнетворное; ее стиль подчас чересчур прихотлив, но никогда не вычурен; она видит жизнь в драматическом свете, но не драматизирует собственное восприятие.».
По-разному встречены критикой публиковавшиеся исходно в московских журналах, а потом отдельной книгой "Опыты". 
А. Немзер, отмечая "умение думать о другом человеке, понять чужую боль и чужую драму", писал: "Читая «Опыты», понимаешь: да, «рассказ» и «повесть» могут различаться не только количеством страниц, могут полноценно выявлять свои жанровые сущности. Для опытов «демонстрации траура» (им книга открывается), «неучастия», «возвращения», «истолкования» достаточно рассказа, что строится вокруг эпизода-символа (пусть вбирая всю жизнь персонажа) — опыт любви требует повести, ее широкого дыхания и смысловой многомерности". И о повести "А.К.С. (опыт любви)": "Неповторимость лица и судьбы героини, открывающей (себе и нам) свой счастливый и проклятый «опыт» на пороге смерти, сопряженность лирического сюжета с новейшей историей России, мучительное приближение ко всегда сущей тайне любви — все это явлено с предельной достоверностью и редким «музыкальным» тактом". 
Д. Бавильский отмечает большую роль авторского проекта в "Опытах": "Нет, это не биологический, стихийный поток, но четко рассчитанный и по клеточкам перенесенный на бумагу рисунок - как в театре говорят, рисунок роли. Его структура, его постоянно меняющаяся фактура и оказывается главным событием рассказов Вишневецкой".
А. Кузнецова обозначала свое сильное впечатление от книги так: "Каждая из миниатюр Вишневецкой - синтез повести Пушкина с фрагментом Монтеня, а вернее, Паскаля, поскольку передает экзистенциальный опыт <...> Вишневецкой не нужен рассказчик, ей не нужно ни системы зеркал, ни найденного дневника - она способна вселиться в своего героя и излагать его опыт как свой. Все "Опыты" написаны от первого лица, и именно мозаика этих миниатюр важна как целое для этой психологической прозы нового уровня". 
Е.Ермолин видел в "Опытах" "книгу признаний и откровений от первого лица (в каждом «опыте» это первое лицо – новое)"; "создается книга рефлективно-психологической, социально-характеристической прозы. Новая повесть замечательна уже сочетанием этих двух аспектов. Горожане, москвичи, на переломе от советской к постсоветской эпохе. Их обиход, их душевные метания и шараханья. В некоторых своих текстах Вишневецкая уже пыталась выходить и в экзистенциально-философскую сферу, вводила масштаб вечности". И о повести "А.К.С. (опыт любви)": "О любви Вишневецкая рассказывает, по-моему, замечательно, так жгуче и ярко, что поневоле и ты становишься соучастником в этой истории страсти. Но особое, пронзительное качество рассказу придает то, что еще не погасшее сердечное чувство соотнесено героиней с ее новыми убеждениями, со свежим опытом христианской веры и этики". 
Суммируя через несколько лет, выводы об этой книге, Е. Иванова отмечает: "В творческой биографии Марины Вишневецкой “Опыты” сыграли роль совершенно особую даже не потому, что повесть “Опыт любви” принесла две, как кажется, незапланированные литературные премии, а потому, что этот сборник сделал из мастеровитого автора, занимающего в литературе достойное место, прозаика, определяющего лицо современной литературы. Вишневецкая акцентировала важную, но, по-видимому, невостребованную сегодня линию в реализме: показывать не типичность уникального, но уникальность обыкновенного. В “Опытах” каждый текст - потрясение для читателя; в крайнем случае - серьезная встряска привычного багажа типовых знаний о человеке"
А. Немзер о романе "Кащей и Ягда" пишет как о прозе, в которой трансформация фольклорных персонажей позволила создать значимую книгу о любви
Для М. Кучерской этот роман - "литературный эксперимент, имитация эпоса, сага, вышитая по канве славянских мифов. Вишневецкая погружается в пропасть праистории, исследуя первоосновы человеческого бытия - послушание и неповиновение небесным силам, жизнь, смерть, конечность и вечность". 
"Буквы" в оценке Е. Ермолина - "виртуозный опыт игры с буквами алфавита, прояснение эмоционального и рассудочного отношения к ним,  рукодельная каббала".
Обобщая в 2010 году свои соображения о творчестве Вишневецкой, А. Немзер выделял два ракурса ее прозы: "Мир Вишневецкой вещно конкретен, осязаем, пластичен, но «вещи» (предметы, житейские реалии, артефакты, даже пейзажи) здесь всегда пронизаны двумя лучами – психологизирующей волей рассказчика (потому так любит Вишневецкая перволичное повествование, потому так важно ей дать «выговориться», то есть обнаружить свое «я» и выстроить свой «космос» весьма разноликим персонажам) и поэтическим (корректирующим «психологию», которая, по слову Достоевского, палка о двух концах) словом автора. Герои вольно или невольно наделяют мир гротескными и зловещими чертами, автор (чей голос то почти растворяется в ариях персонажей, то вырывается на свободу) непреложно свидетельствует о том, что и этот мир – прекрасен".
Роман "Вечная жизнь Лизы К" вызвал несколько суждений критиков. 
Л. Сумм рассматривает роман как яркий художественный эксперимент: "Мы видим всё глазами Лизы и это пребывание в ней, бьющейся внутри самой себя и прорывающейся к миру через пелену, которой каждый отделен от других, пребывание в целом космосе другого человека и вместе с тем пребывание в себе и ощущение подвижной границы языка, сохраняющей сознание своего особого «я» – поразительно просто и ошеломляюще страшно". 
А. Буковская определяет книгу как "легкий, сбивчивый как воспоминания, остроумный любовно-семейно-политический роман про человека, для которого сочувствие и принятие естественнее, чем равнодушие, агрессия и пути простых решений"
Ю. Володарский дает такую характеристику роману: "частная история героини разворачивается на фоне общей истории России с её подавлением инакомыслия и реваншистской милитаристской истерией. Жёстко высказываясь о действиях власти, Вишневецкая не щадит и российскую либеральную интеллигенцию, ибо часть вины за нынешнее положение дел лежит на ней. Впрочем, "Вечная жизнь Лизы К." не столько поднимает острые проблемы, сколько нежно их сглаживает". 
Е. Ермолин характеризует его как редкий литературный опыт о взрослении, созревании инфантильной героини. "Лиза живет жизнь, как бы не приходя в сознание. Ей точно недостает прочности, надежности. И в этом она вполне адекватна бестолковой, бессмысленной, амальгамной, протеистичной эпохе. <...> по ходу повествования, гибкая, дробная, хорошо умеющая приспосабливаться к самым разным обстоятельствам, легкомысленно-сообразительная москвичка сталкивается с необходимостью принимать решения, которые необратимы, и призывается к ответу за себя и своих близких, причем в прямой связи с названными историческими перипетиями (впрыскиваниями исторического в ткань безысходной повседневности). К Лизе приходит зрелость, а это не с каждым случается. <...> Это важная книга о возвращении в историю невинно-безответственного человека, беспамятно замкнутого в порочном кругу мимолетной повседневности"
О книге "Кто такие сутки" Н. Вишнякова пишет: "Книгу стихов Марины Вишневецкой можно отнести к моему любимому жанру детской литературы – переводу с детского на поэтический. И это не сюсюканье, не снисходительный и нарочитый наклон головы вниз, к назойливому автору бесконечных вопросов, а именно знание детства – детствознание, детствоведение. Поэту Марине Вишневецкой по-настоящему комфортно на этой детской площадке, она действительно ловит кайф от всех этих подслушанных вопросиков, словечек, от этой простоты, за которой – невероятная, недостижимая сложность".

## Признание и награды
- лауреат национальной премии за лучшую повесть года им. Ивана Петровича Белкина («А.К.С. Опыт любви», 2002)
- лауреат Большой премии Аполлона Григорьева (2002)
- трижды лауреат премий журнала «Знамя» (1996, 2002, 2017)
- четырежды шорт-листер (2000, 2001, 2002, 2011) премии за лучший рассказ года (Премия имени Юрия Казакова)
- финалист премии «Заветная мечта» («Кащей и Ягда», 2006)
- финалист национальной премии за лучшую повесть года им. Ивана Петровича Белкина («Пусть будут все», 2011)
- премия «Золотой орел» (2017) в номинации Лучший анимационный фильм[26] за мультфильм «Кот и мышь» (автор оригинальной сказки, соавтор сценария)
- Орден журнала «Знамя» за постоянное и плодотворное сотрудничество с журналом (2022)[27]

## Избранная библиография
- «Вышел месяц из тумана» (Вагриус, 1999)
- «Увидеть дерево» (Вагриус, 2000),
- «Опыты» (Эксмо, 2002),
- «Архитектор запятая не мой» (Эксмо, 2004)
- «Кащей и Ягда, или Небесные яблоки» (НЛО, 2004; роман)
- «Y a-t-il du café après la mort?» (Actes Sud, 2005[28])
- «Буквы» (Эксмо, 2008)
- «Кащей и Ягда. Опыты. Рассказы» (Эксмо, 2010, серия «Библиотека всемирной литературы»)
- «Словарь перемен 2014» (автор-составитель, «Три квадрата», 2015)
- «Кто такие сутки?» (Самокат (издательский дом), 2018, стихи для детей)
- «Приключения домовенка Кузьки» (Росмэн, 2018, анимационная сказка)
- «Вечная жизнь Лизы К.» (АСТ (издательство), «Редакция Елены Шубиной», 2018; роман)
- «Словарь перемен 2015—2016» (автор-составитель, «Три квадрата», 2018)
- «Per tentativi» (Di Renzo Editore, 2021) (пер. на итальянский язык - Марилена Реа)[29]
- «Словарь перемен 2017—2018» (автор-составитель, «Три квадрата», 2022)
- “C’era una volta Jaga” (Di Renzo Editore, 2022) (перевод романа «Кащей и Ягда, или Небесные яблоки» на итальянский  - Марилена Реа)[30]
- "Ma c'è il caffè dopo la morte?" (Queen Kristianka Edizioni, 2024) (перевод на итальянский - Марилена Реа)[31]

## Избранная фильмография

### Сценарии анимационных фильмов
- «Малиновка и медведь» (т/о «Экран», 1983)
- «Три медведя» (т/о «Экран», 1984)
- «Домовёнок Кузя. Приключения домовёнка» (т/о «Экран», 1985)
- «Слон и Пеночка» (т/о «Экран», 1986)
- «Домовёнок Кузя. Сказка для Наташи» (т/о «Экран», 1986)
- «Мамины загадки» («Узбекфильм», 1986)
- «Переменка № 5» («Союзмультфильм», 1986)[32][33]
- «Диалог. Крот и яйцо» («Союзмультфильм», 1987)
- «День загадок» («Узбекфильм», 1987)
- «Домовёнок Кузя. Возвращение домовёнка» (т/о «Экран», 1987)
- «Домовой и хозяйка» (т/о «Экран», 1988)
- «Ай-ай-ай» («Союзмультфильм», 1989)
- «Квартет для двух солистов» («Союзмультфильм», 1989)
- «Путешествие» («Союзмультфильм», 1989)
- «Время, когда теряются коровы» («Таджикфильм», 1989)
- «Кважды ква» («Союзмультфильм», 1990)
- «Новое платье короля» (т/о «Экран», 1990)
- «Сказка» («Союзмультфильм», 1991)
- «Потец» (т/о «Экран», 1992)
- «Счастливый принц» (т/о «Экран», 1992)
- «Русалка» (в соавторстве с Александром Петровым, студия «Шар», 1996)
- «Кот и мышь» (оригинальная сказка[34], соавтор сценария Ирина Марголина, студия «М.И.Р.», 2015)

### Сценарии документальных фильмов
- «Александр Блок» («Леннаучфильм», 1988)
- «Но не поняли сказанных им слов» («Центрнаучфильм», 1989)
- Сериал «Власть. История в болезнях», фильмы «Пациент Сталин» и «Пациент Брежнев» ("Всемирное русское телевидение, 1994—1995)
- Сериал «Тайная история искусства», фильмы «Гентский алтарь», «Супермузей», «Фальшак», «Вандализм», «Владимирская богоматерь» (в соавторстве с Гр. Козловым, студия «ТВК студия-групп», 2005)

### Экранизации книг
- Фильм «Легенда о Кащее, или В поисках тридесятого царства» - экранизация романа «Кащей и Ягда, или Небесные яблоки» 2004 года.

## Цитаты
- Я не жадный, я домовитый!
- Пол не метен, сковородки не чищены…
- — Говорят, к вам счастье привалило? — Бессовестно врут!
- — Хочется чегой-то сам не знаю чего. — Ремняу-мяу?
- Кто не работает, тот понарошку. А кто работает понарошку, тот все равно понарошку.
- Запасы не меряны. Убытки не считаны. Разоримся, по миру пойдем.
- Мой бородинский, мой сладенький!
- — Это что, сказка такая? — Это жизня такая.
- Маму встречаешь? Умница, дочка!
- Да ежели в город все подадутся, кто же в сказке-то жить останется?
- Нельзя от бабушек убегать, нельзя стареньких забывать.
- Эх, городские, пробросаетесь-то избами.
- Я — птица вольная! Куда хочу — туда лечу!.. Куда хочу? Куда лечу?
- Счастье — это когда у тебя все дома!